# Poroštica (Medveđa)
Poroštica (Medveđa) (em cirílico: Порштица) é uma vila da Sérvia localizada no município de Medveđa, pertencente ao distrito de Jablanica, na região de Goljak. A sua população era de 33 habitantes segundo o censo de 2011.

## Demografia
| 1948 | 1953 | 1961 | 1971 | 1981 | 1991 | 2002 | 2011 |
| ---- | ---- | ---- | ---- | ---- | ---- | ---- | ---- |
| 145  | 140  | 136  | 106  | 75   | 53   | 41   | 33   |